# Antonella Lattanzi

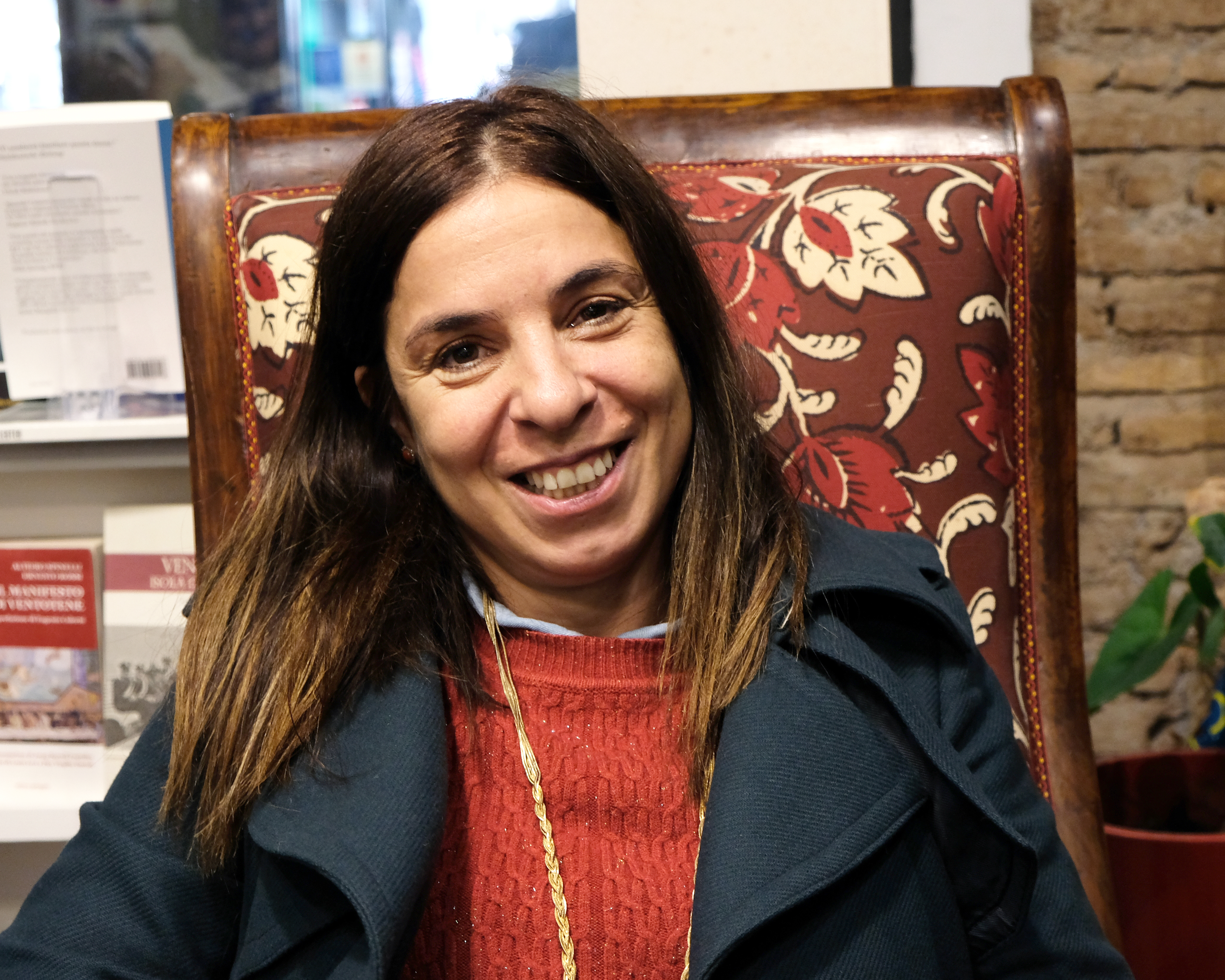
Antonella Lattanzi (2024)

Antonella Lattanzi (geboren 1979 in Bari, Apulien) ist eine italienische Schriftstellerin und Drehbuchautorin.

## Leben

### Schriftstellerin
Antonella Lattanzi studierte Literatur in Rom. Seither arbeitet sie für verschiedene Verlage als Übersetzerin und Lektorin.
Als Schriftstellerin debütierte sie 2004 mit Kurzgeschichten unter dem Titel Col culo scomodo und widmete sich anschließend den Legenden und Volksmärchen ihrer Herkunftsregion Apulien, deren Geheimnissen und Kuriositäten. Ihr erster Roman Devozione erschien 2010. Er handelt von einem heroinsüchtigen Paar, das glaubt, mit der Entführung eines kleinen Mädchen seine finanziellen Probleme lösen zu können. Mit dem zweiten Roman Prima che tu mi tradisca wurde Lattanzi 2014 Finalistin des Premio Stresa.
2017 erschien Una storia nera, mit dem sie Gewinnerin des Premio Cortina d’Ampezzo wurde. Die deutsche Übersetzung erschien bei Rowohlt mit dem Titel Noch war es Nacht. Die Filmrechte hat sie an die Firma Lucky Red verkauft, die daraus eine TV-Serie herstellen möchte. Das Drehbuch dazu wird Lattanzi selbst schreiben.
Im Jahr 2021 veröffentlichte sie bei HarperCollins den Roman Questo giorno che incombe, mit dem sie den Premio Vittorini und den Premio Scerbanenco gewann. Der Roman erschien auf Deutsch unter dem Titel Das Versprechen der Dunkelheit.

### Drehbuchautorin und Journalistin
Als Drehbuchautorin arbeitete sie mit Filippo Gravino zusammen am Drehbuch für Fiore von Claudio Giovannesi (2013). Die Drehbücher für 2night von Ivan Silvestrini (2016) und Il campione von Leonardo D’Agostini schrieb sie alleine.
Lattanzi arbeitete an der Fernsehproduktion Le invasioni barbariche mit und schrieb Artikel für die Beilagen Tuttolibri von La Stampa und Il Venerdì von La Repubblica.

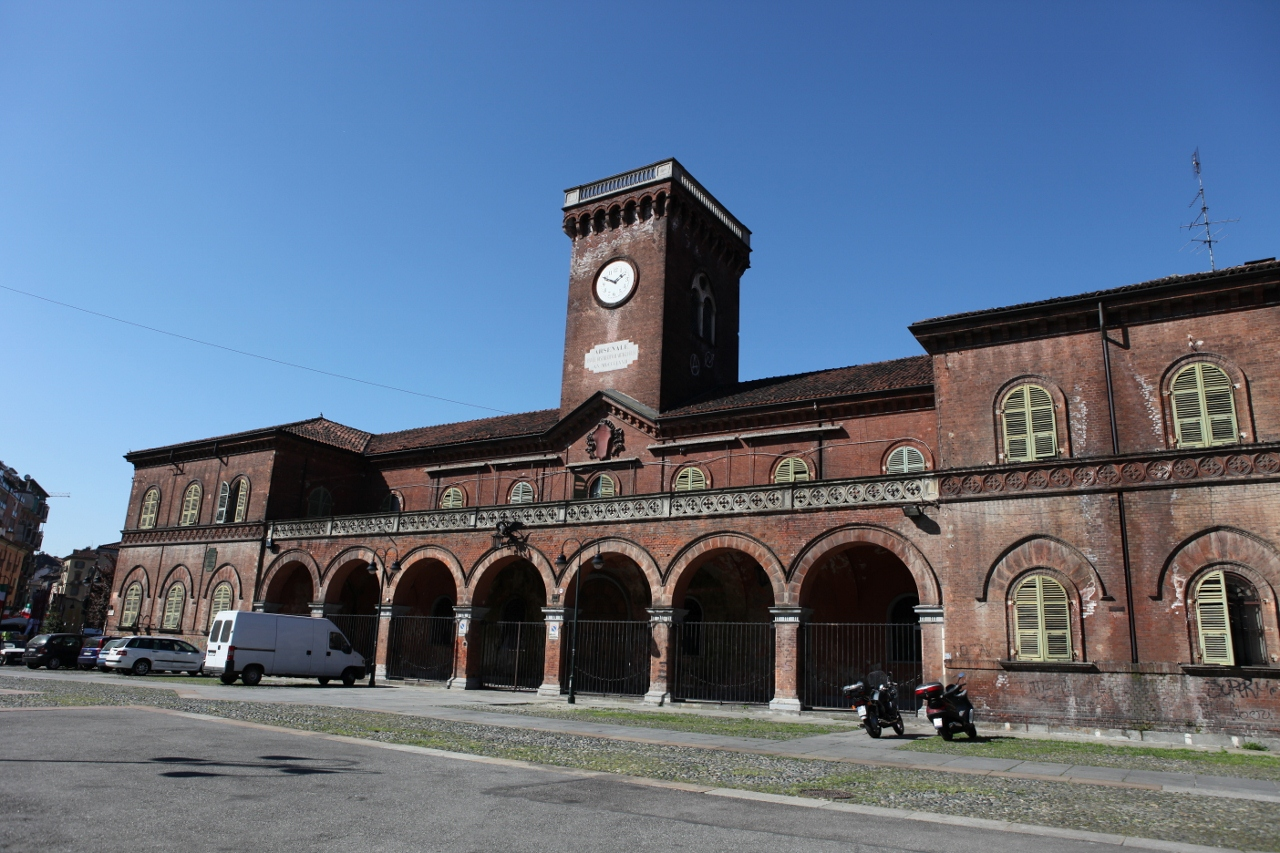
Scuola Holden, Turin

### Creative Writing
Seit 2010 unterrichtet Lattanzi Kreatives Schreiben an der Scuola Holden, die von Alessandro Baricco und vier Freunden in Turin gegründet wurde und seit 2024 der Gruppo Feltrinelli gehört.

## Werke

### Romane
- Devozione. Einaudi, Torino 2010, ISBN 978-88-06-19932-6.[7]
- Prima che tu mi tradisca, Einaudi, Turin 2013, ISBN 978-88-06-21504-0.
- Una storia nera, Mondadori, Turin 2017, ISBN 978-88-04-67486-3.[8]
  - Noch war es Nacht. Übersetzung von Margit Knapp. Rowohlt Taschenbuch Verlag, Hamburg 2019, ISBN 978-3-499-27379-7.
- Questo giorno che incombe, HarperCollins, Mailand 2021, ISBN 978-88-6905-699-4
  - Das Versprechen der Dunkelheit. Übersetzt von Christiane Burkhardt. Blessing, München 2023, ISBN 978-3-89667-730-3.
- Cose che non si raccontano, Einaudi, Turin 2023, ISBN 978-88-0625-945-7.

### Sachbücher
- Leggende e racconti popolari della Puglia: streghe, templari, angeli, fate e demoni nella ricca eredità della tradizione orale, Newton Compton, Rom 2006, ISBN 88-541-0680-1.
- Guida insolita ai misteri, ai segreti, alle leggende e alle curiosita della Puglia, Newton Compton, Rom 2007, ISBN 978-88-541-0903-2.

### Erzählband
- Col culo scomodo (non tutti i piercing riescono col buco), Coniglio editore, Rom 2004, ISBN 88-88833-20-X.

### Einzelne Erzählungen in Anthologien
- A casa nostra, Wagenbach, Berlin 2011, ISBN 978-38-031-3237-6.
- Mattino di cicale, Ghezzano, Felici, San Giuliano Terme 2011, ISBN 978-88-6019-478-7.
- Vinavil in Granta Italia n. 2 Sesso, Rizzoli, Mailand 2011, ISBN 978-88-1705-329-7
- Ti scrivo da Sella. Antologia dei racconti nati dal progetto. Sei scrittori in cerca di alpeggio, Litodelta, Scurelle 2012, ISBN 978-88-904974-2-1.
- L’età della febbre. Storie di questo tempo, Minimum fax, Rom 2015, ISBN 978-88-7521-649-8.
- Margit Knapp (Hrsg.): Rom: Eine literarische Einladung. 8. überarbeitete und erweiterte Auflage. Verlag Klaus Wagenbach, Berlin 2020, ISBN 978-3-8031-1353-5.
- Tanti auguri. In: Susanne Müller-Wolff (Hrsg.): Apulien und Basilikata: Eine literarische Einladung. Verlag Klaus Wagenbach, Berlin 2023, ISBN 978-3-8031-1363-4, S. 18–22.

### Übersetzungen ins Italienische
- John Edward Williams: Augustus: il romanzo dell’imperatore. Castelvecchi, Rom 2010, ISBN 978-88-7615-406-5.
- Elizabeth Chandler: Innocenti bugie. Newton Compton, Rom 2011, ISBN 978-88-541-2981-8.

### Drehbücher
- 2016: Mit Filippo Gravino: Fiore, Regie: Claudio Giovannesi
- 2016: 2night, Regie: Ivan Silvestrini
- 2019: Il campione, Regie: Leonardo D’Agostini
- 2021: Per tutta la vita, Regie: Paolo Costella